# Speedway Grand Prix 2008
Speedway Grand Prix 2008 körs över 11 omgångar.

## Delsegrare
| Datum        | Stad       | Vinnare        |
| ------------ | ---------- | -------------- |
| 26 april     | Krško      | Tomasz Gollob  |
| 10 maj       | Leszno     | Leigh Adams    |
| 24 maj       | Göteborg   | Rune Holta     |
| 14 juni      | Köpenhamn  | Tomasz Gollob  |
| 28 juni      | Cardiff    | Jason Crump    |
| 2 augusti    | Prag       | Nicki Pedersen |
| 16 augusti   | Målilla    | Leigh Adams    |
| 30 augusti   | Daugavpils | Jason Crump    |
| 13 september | Bydgoszcz  | Greg Hancock   |
| 27 september | Lonigo     | Hans Andersen  |
| 19 oktober   | Bydgoszcz  | Tomasz Gollob  |

## Slutställning
| Plats | Förare           | Poäng |
| ----- | ---------------- | ----- |
| 1     | Nicki Pedersen   | 174   |
| 2     | Jason Crump      | 152   |
| 3     | Tomasz Gollob    | 148   |
| 4     | Greg Hancock     | 144   |
| 5     | Hans N. Andersen | 140   |
| 6     | Leigh Adams      | 125   |
| 7     | Andreas Jonsson  | 100   |
| 8     | Rune Holta       | 80    |
| 9     | Scott Nicholls   | 77    |
| 10    | Fredrik Lindgren | 73    |